# Günter Sendrowski
Günter Sendrowski, auch Günther Sendrowski, (* 25. November 1925) ist ein ehemaliger deutscher Fußballspieler.

## Leben
Günter Sendrowski spielte ab 1948 als Stürmer für den Berliner SV, wie später sein Sohn Lutz (1949–2016) auch. Bei den Endrunden um die Deutsche Fußballmeisterschaft 1948/49 und ebenso 1953/54 stand er bei allen drei Spielen in der Startelf. 1953/54 stand er u. a. mit Hermann Paul in der Mannschaft, welche Berliner Meister geworden war. Bis 1958 war er für den BSV 92 aktiv. Er spielte auch mehrmals für die Berliner Stadtauswahl und nahm an Interzonenspielen teil. Insgesamt bestritt er über 100 Spiele für den BSV in der Stadt-/Vertragsliga Berlin und erzielte mehr als 30 Tore.